# Kanton Aurillac-2
Der Kanton Aurillac-2 ist ein französischer Kanton im Département Cantal und in der Region Auvergne-Rhône-Alpes. Er umfasst einen Teilbereich der Stadt Aurillac im Arrondissement Aurillac.

## Geschichte
Der Kanton wurde am 23. Juli 1973 geschaffen als einer von vier Kantonen, die auf dem Gebiet von Aurillac und seinem Umland die Kantone Aurillac-Nord und Aurillac-Sud ersetzten. In den Jahren 1982 und 1985 veränderte sich der Zuschnitt nochmals. Bis zur landesweiten Neuordnung der französischen Kantone im März 2015 gehörten zum Kanton Aurillac-2 die drei zusätzlichen Gemeinden Saint-Paul-des-Landes, Sansac-de-Marmiesse und Ytrac. Sein INSEE-Code 1503 blieb während der Umstellung unverändert.

## Geografie
Der Kanton grenzt im Norden an den Kanton Naucelles, im Osten an den Kanton Vic-sur-Cère, im Süden an die Kantone Arpajon-sur-Cère und Aurillac-3, und im Westen an den Kanton Aurillac-1.

## Politik
| Vertreter im Departementrat | Vertreter im Departementrat         | Vertreter im Departementrat |
| Amtszeit                    | Namen                               | Partei                      |
| --------------------------- | ----------------------------------- | --------------------------- |
| 2015–                       | Martine Besombes Jean-Antoine Moins | UMP                         |